# Chiesa cristiana avventista del settimo giorno
La Chiesa cristiana avventista del settimo giorno è un nuovo movimento religioso cristiano di tipo restaurazionista. I suoi principali caratteri distintivi sono l'osservanza del sabato come giorno di festa, riposo e culto settimanale, e l'attesa della seconda venuta di Gesù Cristo. Il movimento è sorto negli Stati Uniti d'America durante la metà del XIX secolo, mentre la chiesa fu ufficialmente istituita, nel 1863, a Battle Creek, in Michigan. Fra i suoi fondatori vi fu la predicatrice statunitense Ellen Gould White, considerata una profetessa e i cui scritti ancora oggi sono tenuti in grande considerazione dalla chiesa, così come dagli avventisti del settimo giorno del movimento di riforma.
Nella sua dottrina sono presenti punti in comune con le altre confessioni cristiane, come la Trinità, e protestanti, come il principio Sola Scrittura, mentre la distinguono la mancanza dell'inferno e dell'anima immortale, lo stato di incoscienza dei morti e la dottrina del Giudizio universale. Questa chiesa è particolarmente conosciuta anche per la sua proposta di uno stile di vita sano e vegetariano, per l'impegno a favore della libertà religiosa, per le attività sociali e solidali svolte attraverso l'ADRA (Adventist Development & Relief Agency) e per i suoi principi conservatori.

## Storia

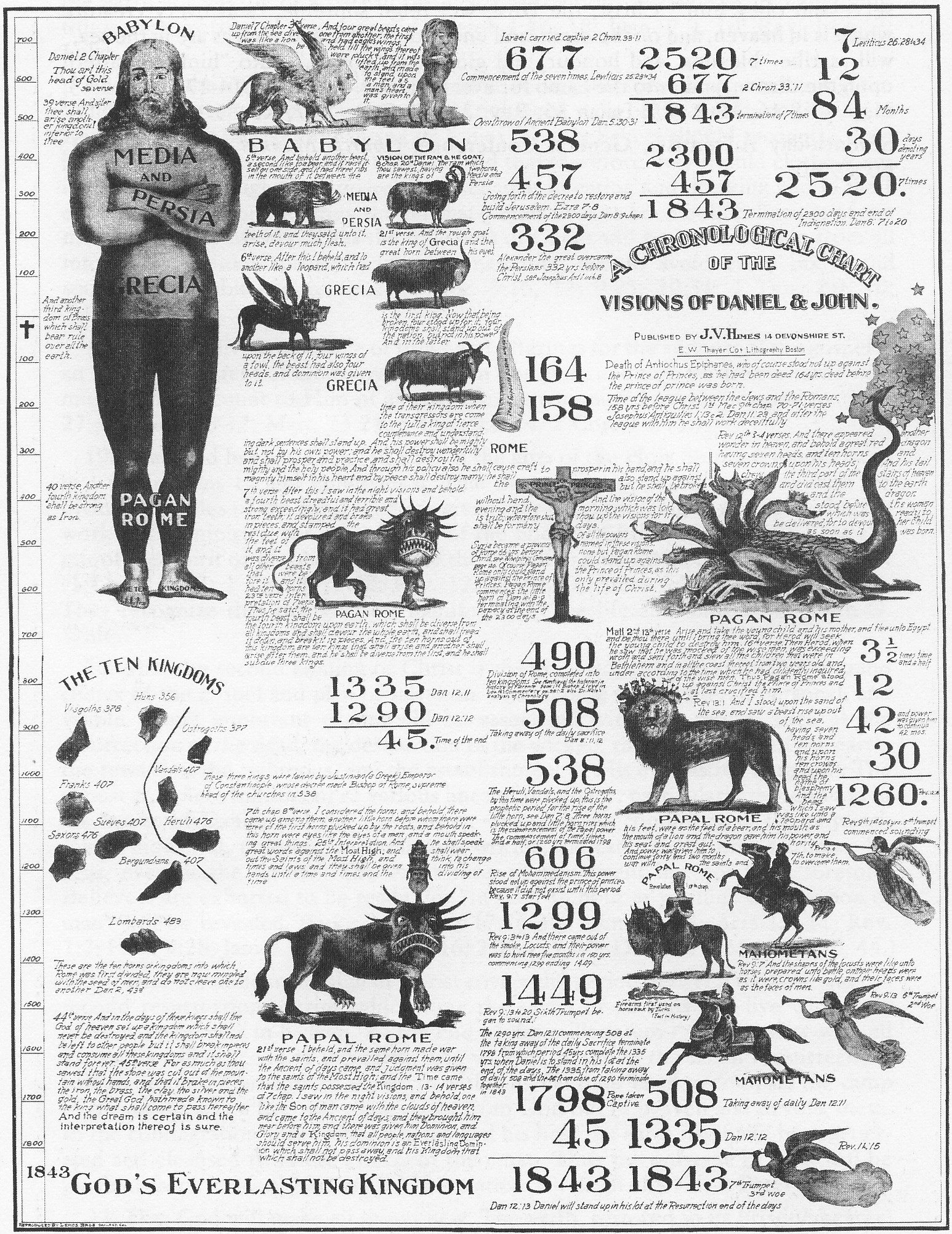
Profezie schematizzate dei Milleriti, 1843

### Origini: William Miller e i milleriti
Nel corso della prima metà del XIX secolo gli Stati Uniti d'America vissero un grande fermento culturale religioso, all'interno del quale si svilupparono movimenti molto diversi tra loro, come ad esempio la Chiesa di Gesù Cristo dei santi degli ultimi giorni, la principale organizzazione dei mormoni. All'interno di questo clima culturale e religioso, William Miller, contadino battista dello Stato di New York, interpretò le profezie contenute nel libro biblico di Daniele, in particolare del capitolo otto, sostenendo che indicassero l'imminente ritorno di Cristo tra il 1843 ed il 1844. Miller iniziò a diffondere questa convinzione pubblicamente a partire dal 1831. I seguaci di Miller, i milleriti, formarono un movimento autonomo in seguito solo in parte confluito nella Chiesa cristiana avventista, staccandosi dalle rispettive Chiese di origine.
Tuttavia, la previsione della seconda venuta di Cristo per il 22 ottobre 1844, ultima data proposta dai milleriti, non si realizzò, causando lo sfaldamento del movimento, in una pluralità di chiese e di gruppi differenti tra di loro, che fino ad allora era stato tenuto insieme essenzialmente dalla fiducia in William Miller e nella sua dottrina, non essendovi nessun altro retroterra comune.

### Rinascita: gli avventisti sabatisti

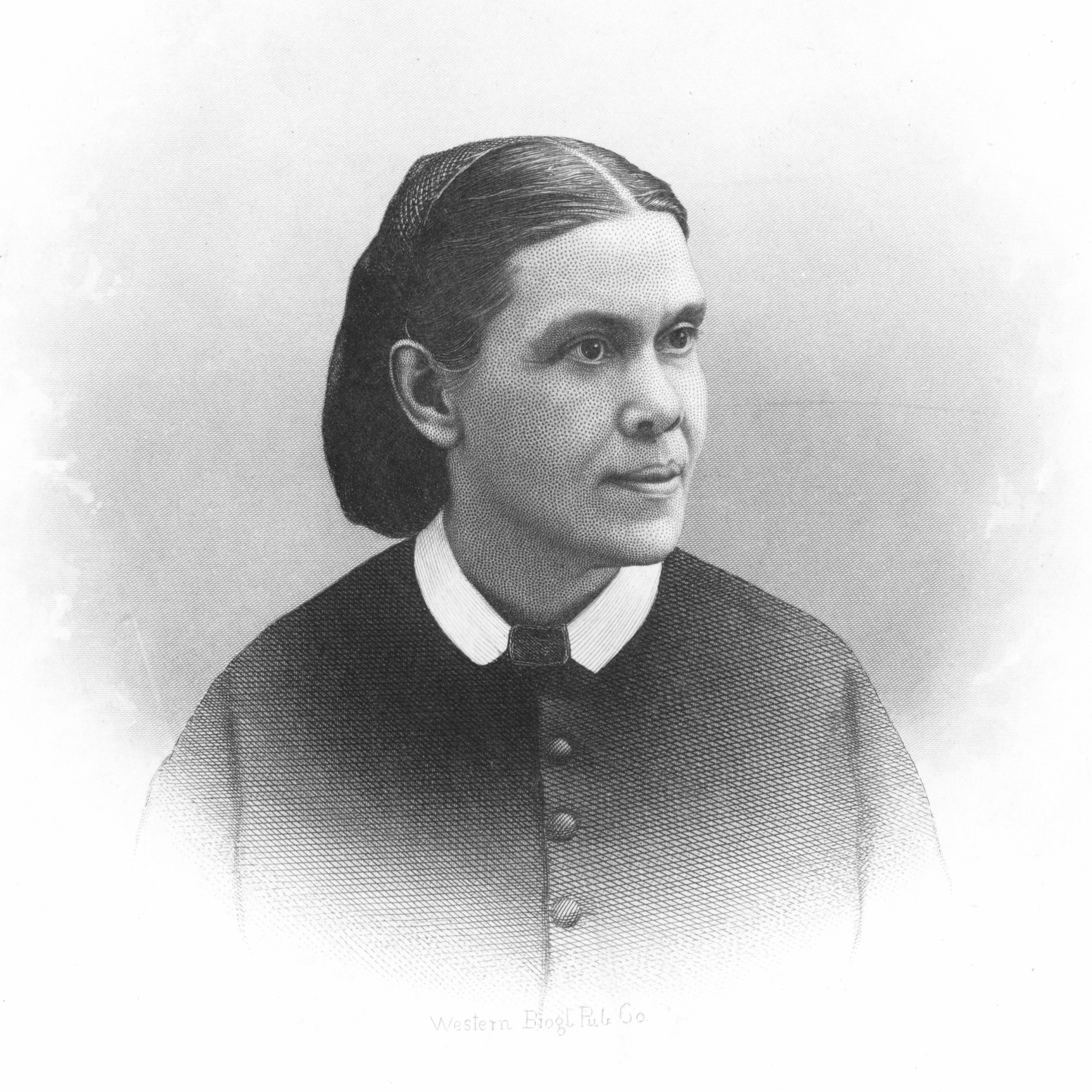
Ellen G. White

Un gruppo di milleriti, delusi dal mancato avvento del 1844, si ritrovò per scoprire che gli errori interpretativi dovevano essere evidentemente alla base del problema e del conseguente sfaldamento del movimento. Giunsero così alla conclusione che il giorno 22 ottobre 1844 fosse, non il giorno del secondo avvento, bensì l'inizio di un periodo particolare, detto giudizio investigativo; un'inchiesta cosmica dove Gesù Cristo dichiara davanti al Padre, l'appartenenza dei suoi figli e il loro pieno perdono, prima della sua venuta letterale, il secondo avvento.
Il passo chiave citato a sostegno di questa dottrina si trova in, Daniele 8:14, dove si legge: "Egli mi rispose: 'Fino a duemilatrecento sere e mattine; poi il santuario sarà purificato" (secondo la versione della Bibbia Nuova Riveduta 2006). A motivo della frase "poi il santuario sarà purificato", molti avventisti collegano questo versetto col capitolo 16 del Levitico, che descrive la purificazione del Santuario da parte del sommo sacerdote israelita nel giorno di espiazione. Molti di loro collegarono le parole di Daniele anche con il capitolo 9 della Lettera agli ebrei, che descrive Gesù come il grande sommo sacerdote celeste. Questo ragionamento si basa su un metodo di indagine scritturale, secondo cui, se si trova una certa parola, (nel caso specifico “santuario” e “purificazione”) in più passi della Bibbia, significa che quei passaggi sono in qualche modo correlati. Gli avventisti formularono questo ragionamento: i sacerdoti dell'antico Israele compivano nel Tempio di Gerusalemme un ministero quotidiano che aveva come risultato il perdono dei peccati. Nel giorno dell'espiazione, il sommo sacerdote compiva nel luogo santissimo (Sancta sanctorum), la stanza più interna del tempio, un ministero annuale il cui risultato era la cancellazione dei peccati. Perciò concludono che il ministero sacerdotale di Cristo si articola in due fasi.
- La prima, secondo la Chiesa cristiana avventista del settimo giorno, iniziò con la sua ascensione nel I° secolo, e terminò nel 1844 ed ebbe come risultato il perdono dei peccati.
- La seconda, la fase del giudizio, iniziò il 22 ottobre 1844, è ancora in corso, e avrà come risultato la cancellazione dei peccati.

Gli avventisti ritengono che dal 1844 Gesù stia investigando gli atti della vita di tutti coloro che si professano credenti, prima dei morti e poi dei viventi, per stabilire se meritino o meno la vita eterna. Questo esame costituisce il cosiddetto Giudizio Investigativo. Dopo che le persone sono state così giudicate, i peccati di coloro che superano questo esame vengono cancellati dai libri. Ma, spiegava Ellen G. White, il nome di coloro che non superano l'esame sarà "cancellato dal libro della vita". Nel registro del cielo, il perdono è segnato accanto ai nomi di coloro che si sono pentiti dei propri peccati e che per fede hanno reclamato il sangue di Gesù Cristo come loro sacrificio espiatorio. Resi partecipi della giustizia di Cristo, i loro caratteri rispondono alle esigenze della legge di Dio, i loro peccati sono cancellati, ed essi sono ritenuti degni della vita eterna. Così "verrà deciso il destino di tutti: o la vita o la morte". A quel punto il santuario celeste verrà purificato, adempiendosi Daniele 8:14.
Joseph Bates, capitano di marina unitosi al movimento su ispirazione ed influenza diretta dei Battisti del Settimo Giorno, convinse il gruppo dell'importanza del sabato come settimo giorno biblico, giorno di riposo e segno del patto tra il credente e Dio. I Battisti riunirono i gruppi milleriti superstiti formando il gruppo degli avventisti sabatisti. Elementi di spicco del gruppo furono i coniugi, James Springer White e Ellen G. White, che contribuirono alla diffusione della dottrina. Inoltre promossero il loro messaggio tramite numerose pubblicazioni, e, nel 1855 a Battle Creek (Michigan), nacque la prima casa editrice.

### Fondazione della Chiesa
Gli avventisti sabatisti si diedero un'organizzazione stabile nel 1861, costituendo la Conferenza degli avventisti del settimo giorno del Michigan. La scelta del nome avvenne a seguito di un acceso dibattito. In tale nome sono espressi due elementi importanti delle dottrine avventiste: il Secondo Avvento ed il sabato. Nel 1863 fu costituita la Conferenza generale degli avventisti del settimo giorno che comprendeva 3.500 membri e circa 30 pastori divisi in varie federazioni (in inglese Conferences) locali.

## Dottrina
La Chiesa confessa la fede trinitaria e cristologica dei primi simboli cristiani, sebbene alcuni avventisti della prima ora avessero posizioni antitrinitarie.
Dopo la grande delusione dei milleriti, la chiesa, in accordo con la Bibbia, non propone date sul ritorno di Gesù. Comprendendo la natura dell'adempimento della profezia di Daniele 8, detta delle 2 300 sere e mattine, si comprese che Gesù non sarebbe ritornato nel 1844, ma che da quella data egli sarebbe passato nel “Santissimo”, il luogo più interno del santuario celeste, per continuare nell’opera di intercessione a favore dell'umanità, e allo stesso tempo istruire un giudizio per distinguere coloro che saranno salvati da quelli che respingeranno la "sua grazia". Questo processo inaugura gli ultimi tempi, un periodo storico immediatamente precedente al ritorno di Gesù. L'esperienza storica del movimento aiuta a comprendere il processo di scoperta biblica del quadro profetico delineato nel libro di Daniele e nell'Apocalisse. Mentre in un primo momento si comprese il santuario da purificare di Daniele 8 come immagine della terra stessa, in un secondo momento venne inteso come riferito al santuario celeste. Il gruppo dei milleriti delusi comprese, grazie agli scritti del levitico, che quella purificazione aveva attinenza con la liturgia delle feste ebraiche.
Una di queste feste era proprio quella in cui avveniva la purificazione del santuario. La festa è detta Giorno dell'espiazione o festa del perdono, dall'ebraico Yom Kippur. Tale celebrazione si svolgeva una volta l'anno con un sacrificio animale e del suo sangue, sacrificio che rappresentava l'espiazione. Il sangue dell'animale veniva cosparso una volta l'anno nel luogo santo sull'arca del patto. Questo gesto rappresentava un giudizio di Dio sul popolo, inteso come liberazione attraverso la grazia divina. Quindi la Chiesa crede nel giudizio di Dio come una liberazione attraverso la salvezza di Gesù Cristo. Tale giudizio non rappresenta un qualcosa del quale avere paura, ma una valutazione avente un carattere estremamente positivo: "La Sola Grazia", la liberazione di Dio verso il suo popolo. Altre peculiarità della chiesa sono l'accoglienza del Decalogo come suprema legge morale per l'umanità, assieme al comandamento di Gesù, "ama Dio e il tuo prossimo come te stesso". Il settimo giorno, il memoriale della creazione, il giorno dedicato al riposo, è considerato il sabato e non la domenica.
Sull'immortalità dell'anima, la Chiesa sostiene che l'antropologia ebraica sia "caratterizzata dall'assenza del dualismo anima-corpo. In ebraico, l'anima è l'uomo nella sua interezza." La morte terrena è intesa come un sonno. Tutti i defunti dormono nella polvere della terra in attesa del loro destino finale: se hanno vissuto in favore o contro Cristo Gesù potranno ottenere la salvezza o la perdizione eterna solo al momento del ritorno di Gesù, quando ci sarà il giudizio. Il paradiso dei salvati sarà vissuto anima e corpo prima in cielo (per mille anni) e poi sulla terra rinnovata (per l’eternità), mentre la perdizione eterna equivale alla distruzione definitiva dell’essere umano, anima e corpo.
I maggiori riti praticati nella Chiesa sono il battesimo, non conferito in età infantile, ma nel momento in cui il futuro credente accetta la fede conoscendola, e la Santa Cena, preceduta dal rito della lavanda dei piedi, secondo l'esempio dato da Gesù Cristo all'ultima Cena (Giovanni 13). La missione di tale Chiesa è di proclamare a tutti i popoli il Vangelo eterno, secondo il messaggio dei tre angeli di Apocalisse 14:6-12, ossia di guidarli ad accettare Gesù come personale Salvatore unendosi alla sua Chiesa, di prepararli in vista del suo imminente ritorno. Per questo, la Chiesa ha scelto come proprio simbolo i tre angeli di Apocalisse 14:6-12, che rappresentano scopo e missione del movimento stesso.
Oltretutto, importanti sono i 28 punti dottrinali, con un'interpretazione diversa dal resto del cristianesimo, ed in particolare dal cattolicesimo, soprattutto riguardo alla battaglia finale dell'Apocalisse: secondo gli avventisti, dopo il ritorno di Gesù si inaugurerà il cosiddetto, "millennio", un periodo di mille anni citato nello stesso Libro dell'Apocalisse 20,4-6 secondo il quale, i "giusti abiteranno con il Signore in paradiso e i dannati saranno giudicati". Secondo quest'interpretazione, alla fine del millennio Gesù Cristo e i suoi santi, ed il Regno dei Cieli dove essi risiedono adesso, scenderanno sulla Terra, al riparo dal "maligno". Gesù Cristo farà risorgere i defunti dannati, ed allora Satana e i suoi seguaci cercheranno di far guerra ai servitori di Gesù Cristo, ma saranno sopraffatti dal suo potere. Sotto il suo comando, Dio distruggerà Satana e i dannati una volta per tutte tramite un fuoco consumante. La Terra sarà bruciata, purificata da tutto il male, e, successivamente, secondo i due capitoli finali dell'Apocalisse (21-22), la Terra sarà infine ricreata nuovamente, e riportata al suo stato originario prima che il peccato comparisse nel mondo. In seguito Gesù Cristo e i suoi santi redenti saranno dichiarati vittoriosi.
La Chiesa identifica Gesù con l'Arcangelo Michele. Da questo punto di vista, Michele è il primo e il più grande di tutte le creature di Dio. Questo, semplicisticamente, è motivato dalla Bibbia che menziona solo un arcangelo per nome, Michele appunto, suffragato, secondo le loro interpretazioni, dalla prima lettera ai Tessalonicesi (4:16), in cui san Paolo dice riguardo a Gesù: «Perché il Signore scenderà dal Cielo con un comando, e con la voce di un arcangelo». In quest'ottica, la parola "arcangelo" significherebbe "capo degli angeli" piuttosto che "capo angelo", e questo titolo sarebbe simile a quello di "Principe" che usa il profeta Daniele. La teoria della cospirazione del Vicarius Filii Dei, ipotizzata come un'esplicitazione dello storico titolo Vicarius Christi, prende spunto da un'espressione utilizzata in riferimento a San Pietro nel falso storico della Donazione di Costantino. Dal XIX secolo, a causa dell'interpretazione di Ellen G. White che indicava nel Papa la bestia, usando i numeri romani nella formula "Vicarius filii Dei", dato che nel latino classico non c'era distinzione tra "U" e "V", alcuni gruppi di Avventisti del settimo giorno hanno avanzato la convinzione che tale locuzione sia da identificare con il numero della Bestia (666) del Libro dell'Apocalisse e che sia usata nella tiara papale, connotando il Papa come l'Anticristo. La mancanza di immagini o prove sull'uso del Vicarius Filii Dei sulla tiara o sulla mitria, in abbinamento al mancato uso dell'espressione come titolo ufficiale, hanno fatto sì che questa teoria fosse abbandonata da molti Avventisti.
La Chiesa è inclusa tra le sette para-cristiane, mentre secondo una revisione discussa delle sue dottrine da parte di ecumenici la considera all'interno delle correnti minoritarie del protestantesimo. Altre Chiese protestanti più antiche, come ad esempio i Battisti del Settimo Giorno, considerano gli Avventisti del Settimo Giorno come un'autentica Chiesa Cristiana, fondata sulle Sacre Scritture. Molti Avventisti, specie negli Stati Uniti d'America tra i quali alcuni pastori, provengono dall'ebraismo.

## Diffusione

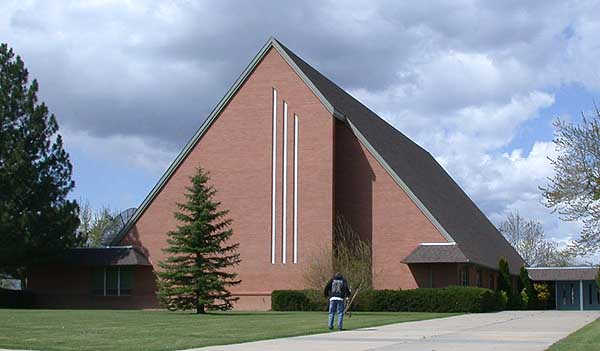
Chiesa cristiana avventista alla Campion Academy (Campion, Colorado)

La Chiesa è diffusa in quasi tutto il mondo. Secondo stime interne al 30 settembre 2013 gli aderenti sono in totale 18 028 796, presenti in 216 paesi. Questi dati confermano la crescita costante della Chiesa.
Oggi, meno del 7% del totale mondiale risiede negli Stati Uniti, con 850 000 membri in 4 400 congregazioni (0,4%). L'Africa è il continente con il maggior numero di avventisti, anche se è in America Latina l'area nella quale la Chiesa cresce più velocemente. Dei nuovi membri adulti battezzati nel 2012, oltre un milione, circa il 41% si trova in America Latina e nell'Africa meridionale, il 18% in America Centrale, e circa il 16% in Africa centrale ed orientale. Il restante 21% vive nelle altre regioni. L'Europa conta il 2% di nuovi membri, presenti soprattutto in Romania con 97 000 membri e 1091 chiese. L'Agenzia avventista di soccorso e di sostegno allo sviluppo, l'ADRA, è presente in oltre 125 paesi e assiste ogni anno oltre 19 milioni di persone. Richard Justin Ehoussou, nato da madre ghanese e da padre ivoriano, a Dabou in Costa d'Avorio, fu il primo pastore avventista di origine africana a esercitare in Italia. Nel periodo 2010-2014 è stato direttore del Campo Nord-Italia della Chiesa, con sede a Sesto San Giovanni nella Provincia di Milano.
Nell'Africa centro-orientale, il Congo è il paese con la più significativa presenza avventista, con 626 chiese con circa 328 000 membri adulti battezzati. L'area geografica dell'Africa centro-orientale presenta 805 scuole elementari, 303 scuole superiori, 6 college e università.
Come già detto, in Europa, notevole è la presenza di avventisti in Romania, con 97 000 membri e 1091 chiese. In Italia, nel 2012 vi erano 109 tra chiese e luoghi di culto aperti al pubblico, con 9 119 membri adulti battezzati e 25 000 simpatizzanti.
Anche in Israele vi è una presenza, seppur ridotta, di circa 1000 membri. In Israele esiste una Jewish-Adventist Friendship, con 29 sinagoghe avventiste, composte sia da rabbini di congregazioni giudaico-messianiche, che da pastori avventisti che celebrano in comune le funzioni religiose. Esistono altre 77 comunità di questo tipo, presenti soprattutto negli Stati Uniti d'America.
Nel mondo la Chiesa cristiana avventista del settimo giorno gestisce oltre 6 318 scuole, circa 723 ospedali e strutture sanitarie, 66 case editrici che stampano un totale di 450 riviste in 340 lingue diverse, 4 864 stazioni radio e 1 829 canali televisivi, come la prima e storica rete televisiva avventista 3ABN Three Angels Broadcasting Network, le cui trasmissioni iniziarono il 23 novembre 1986 in Thompsonville, Illinois, Stati Uniti e poi Hope Channel nata il 10 ottobre del 2003 a Silver Spring, nello stato del Maryland, negli Stati Uniti d'America, che attualmente è anche la sede mondiale ed il quartier generale della Chiesa cristiana avventista del settimo giorno, mentre la capitale storica dell'avventismo resta sempre Battle Creek, nel Michigan, Stati Uniti d'America.

### In Europa e in Italia
La chiesa avventista arriva in Europa a seguito di migrazioni. Il primo a predicare il messaggio in Europa fu un ex frate francescano polacco, Michael Belina Czechowsky.

### Czechowski e le origini della missione avventista italiana
«Dopo aver riflettuto e pregato molto ho deciso di seguire il consiglio di cari amici e fratelli, e di far sapere a tutti che sto per recarmi in Italia per predicare la buona novella della venuta del regno di Cristo… mi stabilirò nella Val Pellice, nei pressi di Torino dove risiedono i valdesi. Cari fratelli aiutatemi a realizzare questo viaggio…»
Con queste parole pronunciate nel marzo del 1864, Michael Belina Czechowski (1818 -1876) esprime il suo desiderio di lasciare gli Stati Uniti e rientrare in Europa per portarvi l’avventismo. In Polonia, dov’era nato, aveva abbracciato la vita monastica e il 25 giugno 1843, all’età di 25 anni, con un’imponente cerimonia, era stato consacrato prete cattolico.
Il 24 dicembre dello stesso anno, avendo aderito al movimento rivoluzionario sollevato dal clero in vista della liberazione del giogo zarista, lascia Cracovia e si mette in viaggio alla volta dell’Italia. A Roma viene ricevuto da papa Gregorio XVI per lasciargli un promemoria in latino riguardante la riforma del clero polacco. Il 20 gennaio, però, lascia anche Roma per recarsi a Parigi e dopo lunghe peripezie giunge a Ginevra, la città di Calvino, in cui matura la decisione di rompere con la politica e con la chiesa di Roma. Impara il mestiere del rilegatore e il 5 ottobre 1850 sposa Marie-Virginie Delavouet, semianalfabeta. Avendo l'appoggio dei gesuiti, trova rifugio a Londra e, grazie a lord Dudley Stuart e ai Battisti del settimo giorno, riceve un passaggio gratuito per New York.
Nel 1857, a Findlay, diventa membro della chiesa avventista e osservatore del sabato. Dopo un soggiorno a Battle Creek ha modo di conoscere i dirigenti del nascente movimento avventista. Ottiene un discreto successo nel Québec, a Montréal, nella predicazione del messaggio dell’avvento in lingua francese, e da lì a poco comincia ad accarezzare il desiderio di ritornare nel vecchio Continente. Ne parla con i dirigenti, ma questi si dimostrano alquanto freddi nei suoi confronti. Conoscono bene la sua inaffidabilità e la propensione a fare debiti. Gli consigliano di ricercare la prudenza e la saggezza, perché la sua incapacità a esercitare un sano discernimento potrebbe creare non poche difficoltà ai membri.
Non ha intenzione di interrompere la collaborazione con Battle Creek, ma è comunque pronto a ricevere il finanziamento dal gruppo avventista osservatore della domenica.[2] Il 6 giugno 1864 sbarca a Londra con sua moglie, quattro figli (Ludomir, Anne Sophie, Michelandré e Victor Emmanuel) e la segretaria, Annie Eliza Butler, avventista del primo giorno e sorella di George Ide Butler (1834-1918), avventista sabatista, che diventerà poi presidente della Conferenza Generale.
Ai primi di luglio del 1864, Czechowski entra in Italia dal passo di Moncenisio e, passando da Susa, Torino e Pinerolo, giunge a Torre Pellice. In tasca ha solo un dollaro, chiede alloggio in un albergo di proprietà di una coppia valdese che gli fa credito. In una cittadina di circa tremila abitanti esistono due chiese protestanti di lingua francese curate dallo stesso pastore. Il concistoro valdese gli dà la possibilità di presentare le sue dottrine e ciò avviene nel tempio dei Coppieri, in presenza del pastore Malan, dei professori del collegio e di Cotter, un laico inglese.
Il tempio è stracolmo e le tavole profetiche che l’oratore utilizza fanno impressione. Evoca le persecuzioni subite dai valdesi e dagli ugonotti e afferma di essere fiero di trovarsi in mezzo ai loro discendenti. Nel nuovo Continente, Dio ha offerto un rifugio ai credenti perseguitati in Europa. Negli Stati Uniti d'America, in quel momento in piena guerra di secessione, Dio ha suscitato un popolo che osserva i comandamenti di Dio e ha la fede di Gesù Cristo. Egli ha risposto all’appello di far ritorno in Europa per proclamare questo messaggio anche in Italia. La risposta dei dirigenti valdesi è molto cortese e gentilmente lo ringraziano per le parole lusinghiere, ma gli consigliano di recarsi presso popoli slavi. Solo presso la Chiesa cristiana evangelica dei fratelli trova un certo interesse. Gli abitanti di Torre sono poveri contadini che lavorano molto duramente ma guadagnano poco, così scrive al gruppo di sostenitori oltreoceano per far conoscere la necessità di avere altri mezzi economici per proseguire l’opera.
Una delle prime persone che si interessa al messaggio dell’imminente venuta in gloria di Cristo e dell’osservanza di tutti i comandamenti, incluso il sabato, è Catherine Revel (1830-1930), valdese dissidente. Anche Barthélemy, suo marito, ha cominciato a osservare il sabato ma, non riuscendo più a sopportare le derisioni dei compaesani, dimostra una certa ostilità e rifiuta le visite di Czechowski a casa sua. Catherine, prima di aderire al movimento avventista, chiede a uno degli anziani della sua chiesa perché i valdesi osservano la domenica invece del sabato. La risposta le dà la conferma che la scelta che sta per fare onora l’autorevolezza della Parola di Dio.
Nei 17 mesi della sua permanenza in Italia, Michael prende contatto con Bartolomeo Pons, pastore valdese; Jean Pierre Combe, della chiesa libera d’Angrogna; il conte Piero Guicciardini, della chiesa dei fratelli; e Francesco Lagomarsino, della Chiesa libera evangelica italiana. Diverse persone si interessano al messaggio avventista, ma solo Catherine e Jean David Geymet (1842-1923) rimarranno collegati a essa. Quest’ultimo segue Czechowski in Svizzera e il 7 febbraio 1866 viene battezzato nel lago di Neuchâtel, nei pressi di Grandson, insieme con una signora «molto intelligente e influente»: Louise Piqueron. A Tramelan viene organizzata la prima comunità avventista europea. Il successo negato in Italia lo ottiene tra i fratelli e le sorelle nei villaggi del Jura bernese. Grazie a una donazione del Conte di Firenze comincia la pubblicazione della rivista L’Evangile Eternel et l’accomplissement des prophéties sur la venue du Sauveur.
Ritorna nuovamente in Italia e predica il messaggio avventista a Torino, dove incontra tra gli altri Lajos Kossuth, ex dittatore ungherese, che accetta una cartina profetica e una copia del volume L’Evangile éternel. A Brescia, Battista Bandelli, membro della chiesa valdese, comincia a osservare il sabato. Sempre da Brescia, scrive al conte Guicciardini per ricevere in prestito 50 franchi per far ritorno in Svizzera e per l’occasione gli chiede se desidera rinnovare l’abbonamento alla rivista. Nel 1876, solo e malato, dopo aver testimoniato la sua fede in Italia, Svizzera, Germania, Ungheria, Romania e Austria, muore quest’uomo di fede, incline a fare debiti, un po’ troppo individualista, forse anche eccentrico, ma animato dal sincero desiderio di servire il Signore.
Le lettere che Czechowski invia dall’Europa sono indirizzate all’American Second Advent Union Missionary Board, all’attenzione dei fratelli Litch e Grant. Jean David Geymet nota la discrepanza e afferma: «Un fatto singolare è che egli invia i rapporti agli avventisti del primo giorno che gli forniscono i mezzi di sussistenza, mentre lavora per gli avventisti del settimo giorno». Il Catechismo di Baltimora in vigore fino al 1966 istruiva il mondo cattolico a osservare la domenica invece del sabato perché «il Sabato è il giorno prescritto nell’antica legge e la domenica è quello della nuova legge, che ha preso, quindi, il posto del Sabato» (art. 1251).
Czechowsky giunse dagli Stati Uniti d'America in Italia nel 1864 iniziando a predicare nelle valli Valdesi dove si convertì la prima avventista europea, Caterina Revel di Luserna San Giovanni. La prima Chiesa cristiana avventista del settimo giorno in Italia si organizzò, con 10 membri, a Napoli, nel 1884. Altro centro dell'avventismo in Italia fu Torre Pellice, nelle valli Valdesi, dove già nel 1885, venne fondata una chiesa composta da trenta membri. La chiesa di Montaldo Bormida, in provincia di Alessandria, risale al 1925 ed è stata ufficialmente il primo luogo di culto avventista riconosciuto in Italia. La dottrina avventista fu portata a Montaldo Bormida dalla signora Maria Cambiaso, che si era convertita a Genova nel 1910. Fu grazie alla sua testimonianza e al lavoro incessante di venditori ambulanti di libri sacri (colportori) e di pastori che, a poco a poco, si convertirono altre persone dando origine a una comunità numerosa e fiorente. Un membro della chiesa, Pietro Parodi, desideroso di avere un luogo adeguato dove adorare Dio, donò un terreno dove fu costruito nel 1925 l'edificio adibito a uso sacro. La proprietà di questo luogo di culto permise poi il riconoscimento della Chiesa cristiana avventista del settimo giorno sulla base della legislazione sui culti ammessi del 1929-1930. Nasceranno poi anche le comunità di Torino, Roma, Corleto, Barletta, Trani e la comunità avventista maltese di Birkirkara. Il Presidente attuale della Conferenza generale è Ted Wilson.
Sesto San Giovanni, in Provincia di Milano, è la sede del Campo Nord-Italia della Chiesa. Al 2014 vi erano 140 tra chiese e luoghi di culto aperti al pubblico, con 9 600 membri adulti battezzati e 15 000 simpatizzanti . Negli ultimi anni in Italia, per effetto del fenomeno dell'immigrazione, si sono aggiunte alla comunità italiana delle comunità etniche, in particolare filippine, ghanesi, latinoamericane, rumene, ucraine. L'Unione italiana delle Chiese che rappresenta l'articolazione italiana della Chiesa cristiana avventista del settimo giorno, ha stipulato nel 1986 un'intesa con la Repubblica Italiana, ai sensi dell'articolo 8, comma 3, della Costituzione. Questa intesa, divenuta poi la legge 22 novembre 1988, n. 516, riguarda materie come libertà religiosa, matrimoni, ministri di culto avventisti. La legge 516 ha subito un aggiornamento con la Legge 8 giugno 2009, n.67.
La Chiesa partecipa alla ripartizione dell'otto per mille. Dalla legge 20 dicembre 1996, n. 637, la Chiesa cristiana avventista del settimo giorno partecipa anche alla ripartizione delle quote non espresse. Alcune associazioni legate alla Chiesa, come l'ADRA, partecipano alla ripartizione del cinque per mille. Secondo le intese tra la Chiesa e lo Stato italiano, viene riconosciuto il diritto alle assenze sabatiche per gli alunni che seguono tale Chiesa, senza che esse concorrano al monte ore annuale delle assenze consentite.
In Italia è presente un'Università avventista di teologia, l'Istituto avventista di cultura biblica, a Firenze; esistono altresì una casa di riposo per anziani -Casa mia- a Forlì, e due centri giovanili, uno (Casuccia Visani) in provincia di Arezzo, nel comune di Poppi, e uno (Centro Le Sorgenti) a Vallegrande, in Sicilia. Dal 1979 è presente in Italia un circuito di emittenti radiofoniche affiliate all'Adventist World Radio, la radio ufficiale avventista internazionale, che può essere ascoltato tramite le frequenze di Radio Voce della Speranza. 3ABN Three Angels Broadcasting Network è un'organizzazione no-profit statunitense, televisione satellitare che trasmette 24 ore al giorno con relativa radio annessa, che si concentra principalmente sulla programmazione cristiana avventista e orientata anche a tematiche sulla salute. 3ABN, come anche Hope Channel, è un'emittente televisiva e radiofonica pensato per la famiglia e adatto a tutte le età. Ha programmi specificamente incentrati su tematiche come: la vita familiare, l'educazione, il matrimonio, il romanticismo, le donne, i giovani e gli anziani. In Hope Channel vengono trattati i problemi familiari o di salute come il divorzio, l’alcolismo, il fumo, le tossicodipendenze, l’obesità, l’emarginazione. Promuove un sano stile di vita mediante l'utilizzo di cure naturali, la pratica del giardinaggio, la cucina vegetariana e corsi di ginnastica ed esercizio fisico. Invita a un rapporto quotidiano e costante con Dio attraverso la musica, le testimonianze, i documentari e le lezioni bibliche. La radio è un ministero indipendente sia di proprietà che di gestione, e non è finanziata da alcuna chiesa o gruppo confessionale, tuttavia la 3ABN Three Angels Broadcasting Network è dichiaratamente avventista e sostiene apertamente la Chiesa cristiana avventista del settimo giorno.

## Organizzazione della chiesa
La Chiesa ha una presenza mondiale ed è amministrata tramite una struttura centrale denominata Conferenza generale, organizzata su base regionale in Divisioni, su base nazionale da Unioni di chiese e su base locale da Conferenze. Al 2012 la chiesa conta 17 214 683 membri, con una presenza missionaria su 200 nazioni e territori etnicamente o culturalmente diversi. La chiesa amministra in tutto il mondo numerose scuole, ospedali e case editrici, come pure un'agenzia internazionale di sviluppo denominata ADRA (Adventist Development & Relief Agency).
La Chiesa è organizzata su 5 livelli:
1. Conferenza generale: coordina a livello mondiale la chiesa. Ha sede negli Stati Uniti d'America.
2. Divisioni: succursali della conferenza generale, dislocate in varie regioni del globo.
3. Unione di federazioni o Unione di Chiese: coordina la chiesa avventista a livello di Nazione.
4. Federazioni o campi locali: comprendono l’insieme delle chiese locali in un dato territorio.
5. Chiese locali: le singole comunità, anche più di una per ogni città.

### Il pastore della Chiesa
Il pastore della chiesa locale si occupa soprattutto di tenere i culti e di coordinare tutte le attività. Esegue inoltre le cerimonie battesimali, la santa cena, i matrimoni, i funerali, le presentazioni dei bambini e tutti gli altri riti. Il pastore è inoltre il presidente del comitato della chiesa, della commissione e della precomissione di nomina, organi di governo della chiesa locale. Un buon pastore dev'essere consacrato e attivo nella chiesa, incoraggiare all'evangelizzazione e alla fede in Dio. Il pastore generalmente, dopo aver completato uno o due mandati di servizio (generalmente di 5 anni ciascuno) in un distretto (l’equivalente di una diocesi), viene trasferito in un altro distretto.

### L'anziano di chiesa
L'anziano di chiesa è una carica molto importante. In genere vengono eletti più anziani in una chiesa. L'anziano dev'essere una guida spirituale, accompagna e fa le veci del pastore in sua assenza, gestisce il comitato di chiesa, propone decisioni di alto livello. Dev'essere in grado di educare e ammaestrare. L'anziano di chiesa viene eletto dalla commissione di nomina, che decide anche se la sua carica deve durare uno o due anni. Nelle chiese più grandi il capo del gruppo degli anziani è detto primo anziano.

## Questioni sociali
Sin dai suoi inizi, la Chiesa si è impegnata in tre istanze, assai sentite nella società americana dell'epoca: la salute, l'obiezione di coscienza e l'istruzione.
Già nella seconda metà del XIX secolo, la Chiesa diede grande risalto all'importanza di uno stile di vita sano e naturale invitando all'astinenza totale dal tabacco e dall'alcol e all'applicazione di misure igieniche, che oggi ormai sono acquisite. Furono istituite cliniche e ospedali avventisti. Attualmente la Chiesa amministra una rete mondiale di luoghi di cura e dispensari.
La Chiesa cristiana avventista del settimo giorno pone particolare attenzione ad uno stile di vita naturale e vegetariano. John Harvey Kellogg, il fondatore della Kellogg Company, era convinto che la principale causa di tutte le malattie fosse la dieta a base di carne. Fu lui, insieme al fratello Will Keith Kellogg, a sostenere e diffondere negli Stati Uniti d'America degli anni venti l'idea della necessità di ritornare a una dieta completamente naturale dal momento che i nostri più lontani antenati si cibavano esclusivamente di alimenti di origine vegetale. Il motivo per cui John Harvey Kellogg è universalmente ricordato è di essere stato l'inventore dei Corn flakes nel 1897, una ricetta vegetariana che nelle intenzioni dell'autore doveva fornire tutti i nutrienti necessari.
Nel 1861 iniziò la Guerra di secessione americana. Molti avventisti erano dei convinti abolizionisti e parteciparono ad associazioni, come la Fairhaven Antislavery Society, che favorivano la fuga e l'emancipazione degli schiavi. Tuttavia, di fronte alla possibilità di imbracciare il fucile per l'Unione sorsero delle perplessità. Le posizioni andavano dall'obiezione totale, all'arruolamento di massa: dopo un travagliato dibattito, nel 1864 la Chiesa assunse la sua posizione sul servizio militare, riaffermando la libertà di coscienza del singolo, ma nel contempo incoraggiò i suoi giovani a servire fedelmente il proprio paese in ogni servizio che non comportasse l'uso delle armi e della violenza contro altri esseri umani. Il Governo degli Stati Uniti accettò questa posizione e acconsentì a destinare gli avventisti obiettori di coscienza ai servizi non armati e in particolare a quelli sanitari.
L'Operazione Whitecoat fu il nome assegnato a un'operazione segreta effettuata dall'esercito USA, nel periodo compreso tra il 1954 ed il 1973, in cui vennero condotti sperimentazioni su volontari soprannominati appunto White Coats. I volontari, tutti obiettori di coscienza e membri della Chiesa cristiana avventista del settimo giorno acconsentirono, prima di essere arruolati, alla ricerca. Lo scopo ufficiale della ricerca era quello di difendere truppe e civili contro un'eventuale guerra batteriologica in quanto si riteneva che l'URSS potesse effettuare tali attività.
Per quanto riguarda l'istruzione, la Chiesa iniziò subito l'istituzione di scuole elementari cristiane; nel 1872 nacque il primo college e nel 1882 sorsero due scuole secondarie. Da allora in poi l'opera avventista nel campo dell'istruzione è andata sempre più espandendosi e conta oggi nel mondo oltre 5 000 scuole di ogni livello, dalle primarie alle secondarie, con circa 100 tra college e università.
Moral Minority: The Evangelical Left in an Age of Conservatism, libro di David R. Swartz che spiega che non esiste solo la cosiddetta "Destra religiosa statunitense ", spesso fondamentalista, in particolare in quell'area pentecostale e/o carismatica che predilige il voto a candidati repubblicani, ma che esiste anche un'area definibile più orientata verso una certa idea di "sinistra", sicuramente molto differente dalla sinistra europea e certo non come viene intesa in Italia. Un'area che copre una buona parte di Chiese Evangeliche moderate, che non sono quindi fondamentaliste nella loro visione del mondo ma aperte al dialogo. E un'area di confessione avventista che vota democratico. Infatti, nell'ultimo duello tra Donald Trump e Joe Biden, un'inchiesta tra il voto dei fedeli della Chiesa Avventista del 7º giorno ha segnalato che ben il 63% ha scelto Joe Biden, mentre il 32% Donald Trump e tra più del restante 5% ha scelto l'astensione o di orientarsi verso un candidato del Partito Libertario.
Ciononostante, la Chiesa Avventista si definisce come “movimento conservatore” dal punto di vista religioso, infatti alcuni principi di moralità sessuale si basano su un approccio “letterale” della Bibbia.
Gli avventisti, infine, ritengono l’omosessualità una manifestazione di "disturbo delle inclinazioni umane", oltre che una "perversione", "depravazione" e "corruzione di Satana", che influenza il mondo mediante film, televisione, radio, internet e stampa.

## Personalità legate alla Chiesa avventista
Alcuni avventisti celebri sono Shirley Verrett, Leonard L. Bailey, Desmond Doss, Ben Carson, Darwood Kaye, Kat Von D, Marianne Thieme, Angus T. Jones, Al Jarreau, e Herbert Blomstedt.
William Samuel Sadler fu uno psichiatra statunitense che ha contribuito a pubblicare il libro di Urantia. Sadler fu un membro attivo della Chiesa Avventista per quasi vent'anni, chiesa che abbandonò nel 1907 insieme allo zio di sua moglie.